# IC4
IC4 è un autotreno costruito da AnsaldoBreda per le Ferrovie statali danesi (DSB), per servizio intercity, destinato al transito del Grande Belt.

## Storia
Il treno, a trazione termica, è frutto di un lavoro progettuale congiunto iniziato nel 2000: la costruzione della prima unità risale al 2005.
Il primo IC4 è entrato in servizio il 25 giugno 2007 come treno regionale tra Århus e Aalborg. Un altro treno in test ha prestato servizio il 27 agosto tra Århus e Fredericia nella parte est dello Jutland. Altre 2 unità sono state immesse in servizio regionale nell'autunno 2007.
Lo sviluppo del progetto fu travagliato. Il contratto da 700 milioni di euro stipulato con le ferrovie danesi (DSB) prevedeva la consegna di sei treni entro il 2003 e di altre 76 unità nei tre anni successivi. Problemi tecnici all'elettronica di bordo ne rallentarono lo sviluppo, tanto che i primi convogli consegnati per le prove di tipo furono contestati e respinti dall'amministrazione delle DSB.
La risoluzione dei problemi del sistema di bordo si protrasse sino al 2007, quando iniziò la consegna dei primi 4 esemplari, ma alcuni problemi ne ritardarono l'omologazione e le certificazioni necessarie. I problemi riguardavano anche la gestione dei fumi per cui furono ritirate dal servizio poco dopo l'immissione. 
La situazione, tra ritardi e guasti, divenne un problema politico in Danimarca, tanto da spingere DSB a minacciare la rescissione del contratto per inadempienza, la restituzione dei quasi 500 milioni già versati, l'applicazione di penali e l'addebito dei costi derivati qualora AnsaldoBreda non avesse consegnato almeno 14 convogli completi entro il 2010.

La prima corsa su lunga distanza dell'IC4, tra Aalborg e Copenaghen, venne effettuata il 7 agosto 2008; l'approvazione definitiva al servizio con comando multiplo fu rilasciata il 9 novembre 2010. L'unità finale, la 82 (MG 5683) fu consegnata alle DSB nel settembre 2013; dal 2015 i treni IC4 operano regolarmente sulle rotte Aarhus-Copenhagen, Aarhus-Aalborg, Aarhus-Esbjerg, Odense-Fredericia e Copenhagen-Holbæk-Kalundborg.

## Caratteristiche
Il progetto, il cui design è stato studiato in collaborazione con la Pininfarina, è stato redatto tenendo conto di alcuni fattori base: riduzione dei tempi di percorrenza rispetto ai treni ordinari, alti livelli di comfort, elevato grado di affidabilità, bassi costi di esercizio e manutenzione e basso impatto ambientale.
Gli IC4 dell'AnsaldoBreda sono convogli a composizione bloccata di quattro casse articolate, per una lunghezza complessiva di 86 metri. È prevista l'omologazione di convogli accoppiati in comando multiplo (fino a 5 treni) con velocità massima di 200 km/h.
Per realizzare gli obiettivi prefissi la struttura e le pannellature per gli interni sono state realizzate in alluminio riducendo i pesi allo scopo di incrementare le prestazioni generali del treno.
Le testate aerodinamiche contengono gli accoppiatori automatici retrattili, con coperture apribili automaticamente. La struttura è ad assorbimento di energia fino a 6 MJoule per urti ad alta velocità. Ogni treno ha 208 posti a sedere con modulo di 2.100 mm. Gli interni sono studiati in modo da consentirne l'adattamento di configurazione in base alle esigenze di servizio. La composizione ha due livelli di incarrozzamento: una carrozza speciale, nella sezione a piano ribassato (600 mm), è dotata di bar e di un'area polifunzionale per disabili in carrozzella, carrozzine per bambini, biciclette, ecc. Ciascuna carrozza è dotata di una porta per lato larga 1.400 mm. Il convoglio, nel suo complesso, offre un ambiente gradevole e un elevato comfort ai passeggeri; è dotato di: aria climatizzata, con riscaldamento a recupero del calore dei motori, impianti audiovisivi e informativi al pubblico con display per i posti prenotati, sedili reclinabili con impianto di diffusione sonora, tre toilettes (di cui una per disabili). Un locale è predisposto per il trasporto delle biciclette, molto utilizzate in Danimarca.

### Design
Il design risulta dalla combinazione di soluzioni minimalistiche e nordiche (uso del legno) tipiche dei designers danesi di DSB e di quelle dei designers italiani di Pininfarina per cui negli arredamenti interni vi è utilizzo di materiali naturali. La disposizione dei posti (2+2) è la classica faccia a faccia con ampi tavolini.

### Caratteristiche tecniche
La motorizzazione è basata su quattro motori diesel Iveco V8 FVQE 28 derivati dalla serie Vector, a iniezione diretta "common rail" a basso livello di emissioni conforme alla norma EURO 3. La cilindrata di ogni motore è di 20080 cm³ e la potenza complessiva è di 2240 kW; due motori dello stesso tipo sono utilizzati sulla versione diesel del treno regionale italiano Minuetto, prodotto da Alstom Ferroviaria. La trasmissione è meccanica automatica a 16 marce con retarder oleodinamico con potenza frenante complessiva di 2000 kW di picco.
Ogni autotreno, costituito da quattro elementi disposti secondo lo schema M+R+R+M (dove M sta per motrice ed R per rimorchiata), presenta una lunghezza complessiva di 86 metri e una capacità di 208 persone. La struttura è in lega di alluminio estruso per un peso di 140 tonnellate.
Gli autotreni IC4 sono stati progettati per operare in comando multiplo fino a cinque complessi, ma allo stato attuale sono omologati solamente per la trazione singola.
La carrozza centrale a pianale ribassato consente l'accesso ai disabili, nel vestibolo sono presenti vani per le biciclette, uno snack bar e telefono.
Il treno è progettato per la velocità massima di 200 km/h. La rete ferroviaria danese ammette, però, solamente velocità fino a 180 km/h e si prevede di omologare il treno a 200 km/h nel 2018 per l'attivazione del Modello Orario.

### Freni
Presenta cinque freni a disco su ogni carrello motore (3+2) e sei freni a disco su ogni carrello portante.
È equipaggiato anche con freni a pattino elettromagnetico.

## La scelta del Diesel
Le ferrovie danesi hanno scelto la trazione diesel in considerazione dei costi che avrebbe comportato l'implementazione dell'intero sistema (veicolo più infrastrutture necessarie al funzionamento). Il committente ha ritenuto che la trazione diesel fosse di minor impatto economico considerando la catena dei rendimenti relativi alla trazione elettrica più dispendiosa in termini energetici.

## Ritiro e rientro dal servizio
I treni IC4 furono ritirati da ogni servizio ferroviario nel novembre 2011, quando in due diverse occasioni i mezzi non si fermarono ai segnali. Sono tuttora ignote le cause dei guasti. Il 2 luglio 2012 le DSB annunciarono che Trafikstyrelsen (Autorità dei Trasporti) avevano autorizzato le ferrovie danesi a rimettere in servizio commerciale il parco dei 37 IC4 che erano stati ritirati dal servizio nel novembre 2011.
Attualmente i treni sono utilizzati per il servizio passeggeri, coprendo tutto il territorio danese.